# Fiumicello
Fiumicello (friulski: Flumisel, słoweń. Rečica) – miejscowość i gmina we Włoszech, w regionie Friuli-Wenecja Julijska, w prowincji Udine.
Według danych na rok 2004 gminę zamieszkiwało 4297 osób, 195,3 os./km².
1 lutego 2018 gmina została zlikwidowana.

## Miasta partnerskie
- Le Temple-sur-Lot